# Asbel Kiprop
Asbel Kipruto Kiprop (30 czerwca 1989 w dystrykcie Uasin Gishu) – kenijski biegacz, złoty medalista Igrzysk Olimpijskich w 2008 roku w biegu na 1500 m (po dyskwalifikacji Rashida Ramziego), 3-krotny mistrz świata.
Pochodzi z Kaptingi miejscowości niedaleko Eldoret. Jest synem Davida i Julii Kebenei. Jego ojciec David Kebenei również był biegaczem na dystansie 1500 m i zajął czwarte miejsce w igrzyskach afrykańskich w 1987 roku. Asbel Kiprop rozpoczął treningi w wieku 13 lat w Simat School. Obecnie jego trenerem jest Jimmy Beauttah.
Rok 2007 stał się dla niego przełomowy. Zdobył złoty medal na igrzyskach afrykańskich w Algierze. W tym samym roku zajął czwarte miejsce na lekkoatletycznych mistrzostwach świata w Osace, wywalczył dwa złote medale mistrzostw świata w biegach przełajowych (w kategorii juniorów, indywidualnie oraz w drużynie) i został uhonorowany nagrodą Sportową Osobowością Roku w Kenii. Zwycięzca łącznej punktacji Diamentowej Ligi 2010 w biegu na 1500 metrów.

## Dorobek medalowy
- złoto – (1500 m) Igrzyska afrykańskie 2007 – Algier
- brąz – (800 m) Mistrzostwa Afryki 2008 – Addis Abeba
- złoto – (1500 m) Letnie Igrzyska Olimpijskie 2008 – Pekin
- złoto – (1500 m) Mistrzostwa Afryki 2010 – Nairobi
- złoto – (1500 m) Mistrzostwa świata 2011 – Daegu
- złoto – (1500 m) Mistrzostwa świata 2013 – Moskwa
- złoto – (1500 m) Mistrzostwa świata 2015 – Pekin

## Rekordy życiowe
- Bieg na 800 metrów – 22 lipca 2011 Monako 1:43,15
- Bieg na 1500 metrów – 17 lipca 2015 Monako 3:26,69
- Bieg na milę – 7 czerwca 2009 Eugene 3:48,50
- Bieg na 3000 metrów – 8 czerwca 2007 Turyn 7:42,32